# Мултипликатор
За термина във финансите, вижте фискален мултипликатор.
Мултипликатор (от лат. multiplico – умножавам, увеличавам) е устройство (съвкупност от зъбни предавки), предназначено да увеличава (мултиплицира) оборотите на въртене на двигател, намалявайки въртящия момент без значителни загуби на мощност. Намира приложение в областта на машиностроенето, селското стопанство, хранително-вкусовата промишленост и др.
Промените на обороти и въртящ момент на мултипликатора са реципрочни на тези при редуктора.
Хидравличният мултипликатор е устройство, което увеличава налягането на течности. Състои се от два различни по диаметър цилиндъра, свързани помежду си. В цилиндъра с ниско налягане се движи бутало с голям диаметър D, a в цилиндъра с високо налягане – по-малкото бутало d. Полученото налягане Pвисоко ще е D2/d2 пъти по-голямо от входящото pниско.
Хидравличният мултипликатор намира ограничено приложение в съвременните хидравлични преси (за увеличение силата на пресоване), в пневмохидравличните усилватели и др.